# 秦志戬
秦志戬（1976年10月5日—），江苏镇江人，中国退役男子乒乓球运动员，曾任中国国家乒乓球队男队主教练、中国乒乓球协会秘书长，现任中国乒乓球协会副主席。

## 生涯
秦志戬6岁开始打球，1989年进省市队，1993年进国家队，1994年曾作为中国男队一员，夺得世界杯男子团体冠军。此后，由于刘国梁、孔令辉、王励勤及马琳等人先后崛起，秦志戬常担任主力队员的陪练，同时亦常以双打队员的身份参加国际赛事，并曾多次夺得世乒赛双打比赛的奖牌。2001年，秦志戬与杨影合作，夺得世乒赛混合双打冠军。
2005年，秦志戬与陈玘、单明杰等人组成的江苏队，于十运会乒乓球男团决赛中击败王皓领衔的八一队，首次问鼎该项赛事的冠军。其后，秦志戬正式退役，并进入中国国家队教练组，担任马龙、王励勤和许昕等主力队员的主管教练员。
2017年4月，秦志戬接替刘国梁担任中国国家乒乓球队男队主教练，同年6月与部分国家队运动员、教练员一道声援刘国梁。2018年12月，秦当选中国乒乓球协会秘书长。2022年12月，秦卸任男队主教练一职，由王皓接替。2023年4月，升任中国乒协副主席，不再担任中国乒协秘书长。

## 引用
1. ↑  World ranking Record for QIN Zhijian (CHN) 的存檔，存档日期2012-08-19.
2. ↑   (2018-12-01). 新华社.   [2023-02-13]. （原始内容存档于2023-02-13）.
3. ↑  . 新华社. 2022-12-29  [2023-02-13].
4. ↑  . xinwen.bjd.com.cn.   [2025-04-23].